# 橙月
《橙月》是香港歌手方大同的第四張錄音室專輯，在2008年12月19日推出。專輯主題是「浪漫和温暖」。第一主打歌是《Singalongsong》。專輯中的《每個人都會》在2008年中就已作為Cartier所舉辦的「How Far Would You Go For Love」音樂計畫活動歌曲曝光。而隱藏曲《Orange Moon》是同年方大同為陳奕迅寫的歌曲《倒帶人生》的英文Demo。
2009年2月13日，華納唱片推出此專輯的CD加DVD版本，DVD中附有《Singalongsong》、(台灣)第二主打歌《小小蟲》、第三主打歌《黑白》和《Singalongsong》的國語版——《為妳寫的歌》的音樂錄影帶，以及九首在誠品台北敦南店現場演繹的片段。

## 曲目
| 曲序 | 曲名          | 作曲   | 填詞           | 編曲   | 附註                                                  |
| ---- | ------------- | ------ | -------------- | ------ | ----------------------------------------------------- |
| 01   | Singalongsong | 方大同 | 方大同         | 方大同 | 英語                                                  |
| 02   | 小小蟲        | 方大同 | 農夫           | 方大同 |                                                       |
| 03   | 1234567       | 方大同 | 葛大為         | 方大同 |                                                       |
| 04   | 黑白          | 方大同 | 周耀輝         | 方大同 |                                                       |
| 05   | 如果愛        | 方大同 | 方大同、徐若瑄 | 方大同 |                                                       |
| 06   | 黑洞裡        | 方大同 | 周耀輝         | 方大同 |                                                       |
| 07   | 三人遊        | 方大同 | 崔惟楷         | 方大同 |                                                       |
| 08   | 每個人都會    | 方大同 | 林夕           | 方大同 | Song for Cartier 'Love Project'，華南Love卡廣告主題曲 |
| 09   | 100種表情     | 方大同 | 崔惟楷         | 方大同 |                                                       |
| 10   | 愛我吧        | 方大同 | 方大同         | 方大同 |                                                       |
| 11   | 為妳寫的歌    | 方大同 | 馬嵩惟         | 方大同 | 《Singalongsong》國語版                               |
| 12   | Orange Moon   | 方大同 | 方大同         | 方大同 | 隱藏歌曲，陳奕迅《倒帶人生》英文DEMO                  |

## 香港派台歌曲
《如果愛》、《黑白》、《三人遊》

## MV導演
- 《Singalongsong》/《為你寫的歌》：羅安得；MV女主角：茵芙
- 《小小蟲》：徐筠庭；MV女主角：林辰唏
- 《黑白》：戴佩妮；MV女主角：王心如

## 唱片版本
- CD版
- CD+DVD版（香港慶功版）
- CD+DVD版（台灣情人限定版）

## 獎項
| 年份         | 單位             | 獎項                     | 入圍者 | 結果 |
| ------------ | ---------------- | ------------------------ | ------ | ---- |
| 2009         |                  |                          |        |      |
| 第20屆金曲獎 | 最佳國語男歌手獎 | 方大同                   | 提名   |      |
| 第20屆金曲獎 | 最佳作曲人獎     | 方大同 《Singalongsong》 | 提名   |      |
| 第20屆金曲獎 | 最佳編曲人獎     | 方大同 《Singalongsong》 | 提名   |      |
| 第20屆金曲獎 | 最佳音樂錄影帶獎 | 戴佩妮《黑白》           | 提名   |      |

- 《如果愛》——第九屆蒙牛酸酸乳音樂風雲榜年度盛典 - 港台年度最佳編曲、2009年度新城國語力頒獎禮 - 歌曲獎、叱咤903專業推介2009年度第一週冠軍歌曲
- 《黑白》——第十五屆新加坡金曲獎 - 最佳單曲製作人獎、香港電台中文歌曲龍虎榜2009年度第五週冠軍歌曲
- 《為你寫的歌》——第九屆全球華語歌曲排行榜頒獎禮 - 最受歡迎二十大金曲、第四屆中國移動無線音樂盛典 - 無線音樂最暢銷首發金曲、第一屆MY Astro至尊流行榜頒獎典禮 - 至尊金曲、加拿大至HiT中文歌曲排行榜 - 全國推崇十大國語歌曲、音樂之聲MusicRadio中國TOP排行榜 - 港台年度金曲
- 《三人遊》——第三十二屆十大中文金曲頒獎音樂會 - 優秀流行國語歌曲獎
- 《Singalongsong》——香港電台國際流行音樂大獎 - 最受歡迎十大國際金曲
- 整張專輯——第一屆華語音樂盛典（華语音樂聯盟獎） - 十大華語唱片、中華音樂人交流協會 - 2009年度十大專輯、2009年度新城國語力頒獎禮 - 專輯獎、第九屆全球華語歌曲排行榜頒獎禮 - 最佳專輯、第一屆MY Astro至尊流行榜頒獎典禮 - 至尊專輯、Hit FM - 2009年度十大專輯
- 其他——第九屆蒙牛酸酸乳音樂風雲榜年度盛典 - 港台年度最佳唱作人、第一屆華语音樂盛典（華语音樂聯盟獎） - 年度最佳男歌手、年度最佳製作人、第九屆華语音樂傳媒大獎 - 最佳國語男歌手、最佳製作人、最佳錄音（Edward Chan/Charles Lee/King Kong）、2009年度新城國語力頒獎禮 - 亞洲創作歌手